# Klaus Goeke
Klaus Goeke, eigentlich Klaus Göke, (* 16. Januar 1944 in Neuhaus; † 11. Februar 2011 in Bochum) war Theoretischer Physiker und Professor an der Ruhr-Universität Bochum.

## Leben
Göke wurde gegen Ende des Zweiten Weltkrieges in Dortmund im Ruhrgebiet geboren, die Familie ging jedoch nach Paderborn, um den Bombenangriffen weniger ausgeliefert zu sein. 1950 war sein Vater am Oberlandesgericht Hamm angestellt. Göke besuchte dort das altsprachliche Gymnasium Hammonense, an dem er 1962 sein Abitur ablegte. Er studierte Physik an den Universitäten Tübingen und Freiburg und wurde 1968 in Freiburg diplomiert. Er arbeitete von 1968 bis 1972 als Wissenschaftlicher Assistent an der Universität Münster und wurde dort 1972 mit einer Schrift über den Einfluss der Paarkorrelationen auf die Rotationszustände leichter Atomkerne promoviert. Von 1971 an arbeitete er als Wissenschaftler, von 1981 bis 1988 als Abteilungsleiter an der Kernforschungsanlage Jülich. 1977 wurde er an der Universität Bonn habilitiert, seine Habilitationsschrift betraf die Die zeitabhängige Hartree-Fock-Theorie für kollektive Kernbewegungen. 1985 wurde er zum Professor der Universität Bonn ernannt. 1988 wurde er zum ordentlichen Professor für Theoretische Physik an der Ruhr-Universität Bochum berufen.
Gökes Forschungsgebiet war die Hadronenphysik. Die Datenbank der RUB verzeichnet über 300 Veröffentlichungen mit ihm als Autor oder Koautor.
Göke war mit der Gymnasiallehrerin Anne Göke, geb. Kraumo, verheiratet und hatte zwei Kinder. Er starb am 11. Februar 2011.